# Squatinella leydigii
Squatinella leydigii är en hjuldjursart som först beskrevs av Zacharias 1886.  Squatinella leydigii ingår i släktet Squatinella och familjen Lepadellidae. Arten är reproducerande i Sverige. Inga underarter finns listade i Catalogue of Life.